# Mimulopsis hildebrandtii
Mimulopsis hildebrandtii är en akantusväxtart som beskrevs av Gustav Lindau. Mimulopsis hildebrandtii ingår i släktet Mimulopsis och familjen akantusväxter. Inga underarter finns listade i Catalogue of Life.